# 臺灣省通志館
臺灣省通志館是中華民國國史館臺灣文獻館的前身，是以編纂臺灣省志書為目的而成立的機構，其成立之原由是臺灣省參議員吳石仙在1948年1月10日上書臺灣省主席魏道明表示希望設立一編史機構來處理臺灣尚未編有省志的問題。之後臺灣省政府依據1929年國民政府公布之〈修志事例概要〉，在1948年4月16日經第46次臺灣省政府委員會議通過〈臺灣省通志館組織規程〉後，正式在1948年6月1日成立臺灣省通志館，首任館長為林獻堂，並借用中央廣播事業管理處（中國廣播公司前身）臺灣廣播電臺廣播大廈底層餘室辦公，不過到了隔年7月該館便改組成臺灣省文獻委員會（今改制為國史館臺灣文獻館）。

## 組織編制
臺灣省通志館置館長1人、副館長1人，另有顧問委員會17到25人，編纂11人（其中一人為總編纂，可由副館長兼任），協纂6人，秘書2人（其中一人為主任），館員8人，雇員6人，會計員1人，有需要可在另外聘請特約編纂5到11人、臨時書記5到10人。
館內又細分成四組：
| 名稱   | 職掌                                                                                           |
| ------ | ---------------------------------------------------------------------------------------------- |
| 編纂組 | 省志之計畫研究及編纂事宜，臺灣省各種文獻專刊的編纂事宜                                         |
| 資料組 | 省志資料的調查、徵集、收藏、陳列、翻譯、攝影等事宜，及省志圖表的繪製                           |
| 整理組 | 省志資料與志稿的整理、訂正、保管，此外還有文獻圖影、口碑傳說與其他資料的鑑定                   |
| 總務組 | 印信保管、文件收發、會議召開與記錄、文獻專刊之出版發行、經費保管、薪資發放、物品購置與分發保管 |

另外該館設有顧問委員會，其組織規程於第53次臺灣省政府委員會議（1948年6月4日）臨時討論事項中通過，置有主任委員1人、委員24人、採訪員7到17人。主要工作是協助與計劃通志館進行事宜、供給資料與審議志稿等，內部亦分成四組：
| 名稱   | 職掌                                         |
| ------ | -------------------------------------------- |
| 計劃組 | 協助與計劃通志館進行事宜                     |
| 研究組 | 研究有關通志館進行事宜                       |
| 採集組 | 供給通志編纂所需資料                         |
| 審議組 | 審議校訂通志館所編的志稿及該館文獻專刊的稿件 |